# Le Faulq
Le Faulq è un comune francese di 332 abitanti situato nel dipartimento del Calvados nella regione della Normandia.

## Società

### Evoluzione demografica
Abitanti censiti